# Neufville Digital
Neufville Digital est une fonderie typographique numérique basée à Barcelone et débutée en 1997 à la suite de la collaboration de Visualogik Technology & Design et BauerTypes.
Elle distribue les polices d’écriture dont les droits sont ou ont été détenus par plusieurs fonderie :
- Fonderie Bauer ;
- Fonderie typographique française ;
- Fundición Tipográfica Nacional ;
- Fundición Tipográfica Neufville ;
- Ludwig&Mayer.